# Alte Katholische Pfarrkirche Refrath

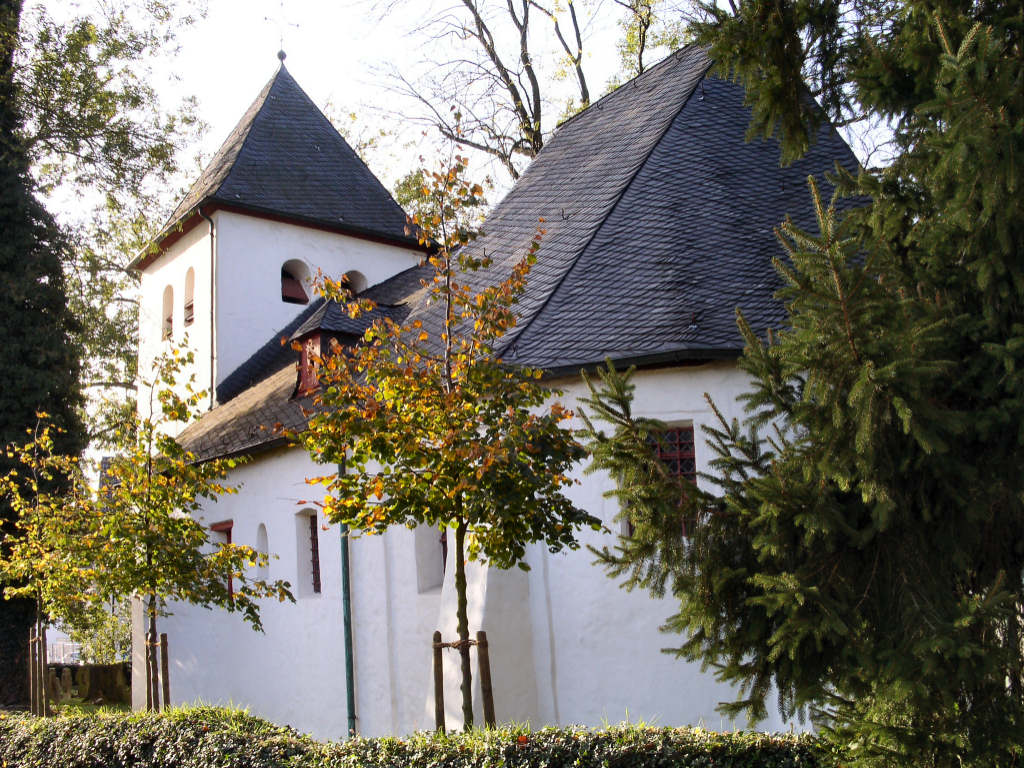
Alte Katholische Pfarrkirche Refrath

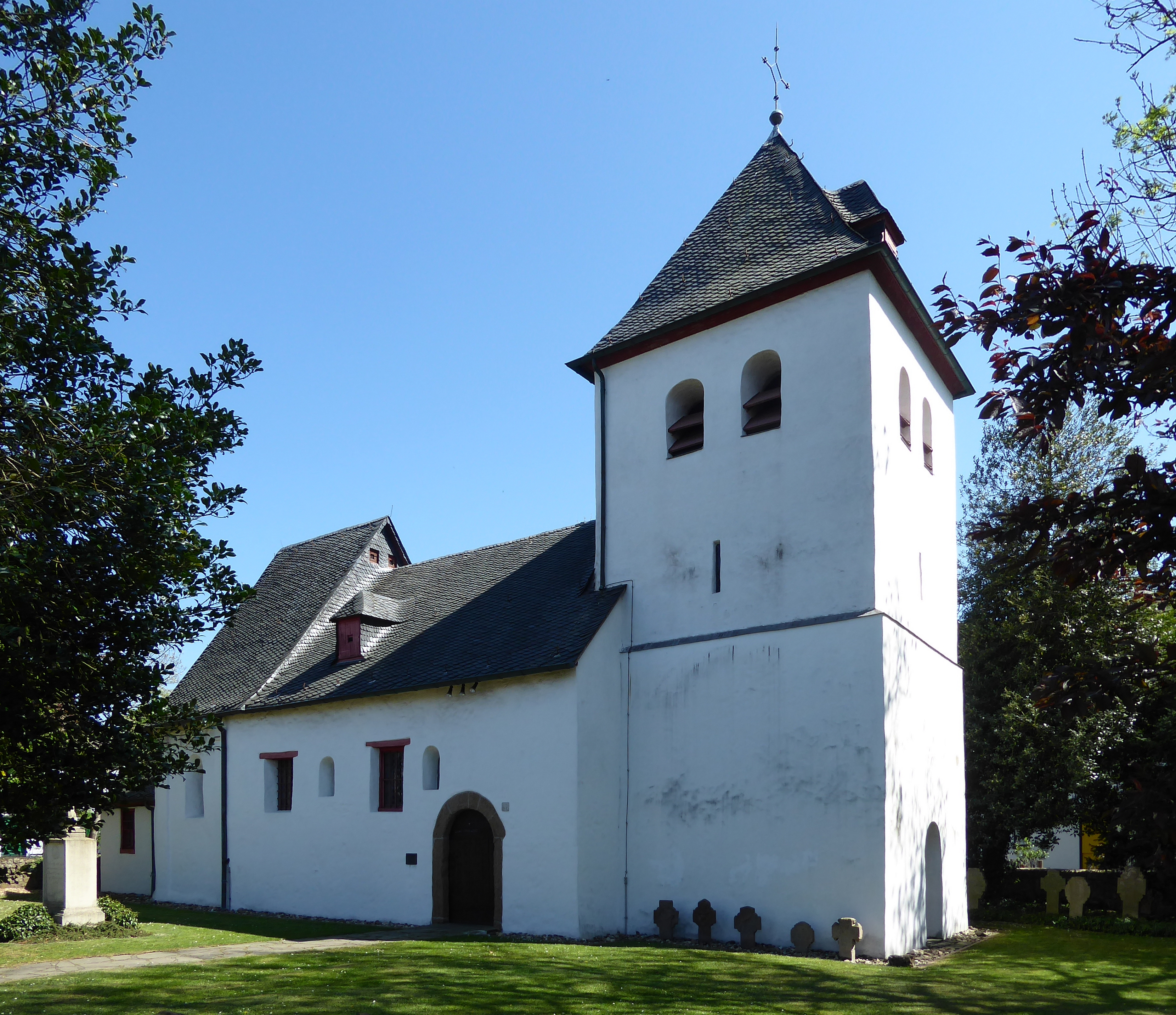
Blick zum Kirchturm

Die Alte Katholische Pfarrkirche Refrath (genannt Taufkirche Refrath) ist ein denkmalgeschütztes Kirchengebäude in Alt Refrath, einem Stadtteil von Bergisch Gladbach im Rheinisch-Bergischen Kreis (Nordrhein-Westfalen).

## Geschichte und Architektur
Die Kirche ist aus einer Eigenkirche beim Salhof der Merheimer Grafen hervorgegangen. Als Kollatoren sind seit 1233 die Grafen von Berg bezeugt. Als Vorgängerkirchen sind eine Holzkirche des neunten Jahrhunderts und ein Rechteckbau von 972 bezeugt.
Der verputzte Bruchsteinbau aus der Zeit um 1200 steht auf einem ummauerten, aufgelassenen Friedhof. Im Kern ist er ein Rechtecksaal mit flacher Decke und stark eingezogenem Triumphbogen. In der ersten Hälfte des 13. Jahrhunderts wurde ein größerer Chor in der Breite des Schiffes angefügt und ein gedrungener Westturm angebaut. Bei der Erneuerung von 1765 bis 1766 wurde im Chorscheitel eine Sakristei errichtet. Nach dem Bau der neuen Pfarrkirche von 1864 bis 1871 verfiel die alte Kirche und wurde von 1907 bis 1909 wiederhergestellt. Eine Gesamtrestaurierung wurde von 1954 bis 1957 vorgenommen. Statisch gesichert und innen neu verputzt wurde das Gebäude 1983. Im Schiff befinden sich neben den nachträglich eingebrochenen Rechteckfenster noch jeweils zwei der ursprünglichen winzigen Rundbogenfenster. Reste gotischer Wandmalereien aus der Zeit um 1430 bis 1440 wurden 1908 im Chorraum freigelegt und zuletzt 1983 restauriert.
Der bis auf die Schallarkaden im Glockengeschoss ungegliederte Turm ist mit einem stumpfen Pyramidendach geschlossen. Die ehemalige Öffnung im Obergeschoss wurde vermauert, das Erdgeschoss ist in einem zugespitzten Rundbogen zum Kirchenschiff hin geöffnet.

## Kriegsverbrechen im Zweiten Weltkrieg
Gegen Ende des Zweiten Weltkriegs hielten sich am Freitag, dem 13. April 1945, alliierte Truppen, die den Ort besetzt hatten, in Refrath auf. Eine deutsche Delegation hatte zuvor am Auerhäuschen in Lustheide einem amerikanischen Offizier die Kapitulation Bensbergs angeboten, wurde aber an eine andere Kommandostelle in Gladbach verwiesen. Um die Nachmittagszeit des 13. Aprils erreichten mehrere Truppen der Alliierten Brandroster, von wo sie weiter nach Alt-Refrath zogen, wo sie die Nacht verbringen wollten. Die Soldaten befahlen zahlreichen Bewohnern im Umfeld der Kirche, ihre Wohnungen zu räumen und die Kirche aufzusuchen. Passanten, die sich zufällig im Umfeld der Kirche befanden, erhielten dieselbe Anweisung. Unter ihnen befanden sich Mitarbeiter der Firma Zanders.
Am nächsten Morgen mussten sich die in der Kirche befindlichen Männer neben der Kirchtür aufstellen und abzählen. Ein amerikanischer Dolmetscher gab an, dass man einen Mann ausfindig gemacht habe, der Schüsse abgegeben habe. Ohne dessen Gefangennahme hätte man alle Bewohner des Dorfes sowie zehn weitere Personen getötet. Bei dem vermeintlichen Schützen handelte es sich um Johann Will (* 1911), dessen Familie kurz zuvor das Haus Stachelgut Nr. 36 bezogen und der während des Krieges nie als Soldat gedient, sondern in einem Unternehmen in Köln als Schweißer gearbeitet hatte. Auch wenn er an Übungen des Volkssturmes teilgenommen hatte, besaß er aufgrund des bekannten Waffenverbotes höchstwahrscheinlich kein Gewehr. Es ist allerdings davon auszugehen, dass sich im Haus eine Waffe des Vorbesitzers befand.
Die amerikanischen Soldaten hatten sich bei ihrer Suche nach einem Schützen vermutlich an der vermeintlichen Schussrichtung orientiert und daher zunächst das Stachelsgut Nr. 38 durchsucht, in dem sie ohne weiteren Befund zwei ältere Damen antrafen. Danach nahmen sie Johann Will fest und führten ihn zur Mauer des Kirchhofes, wo er sich mit dem Gesicht zu Wand aufstellen musste. Sie befestigten an seinem Rücken einen weißen Zettel und erschossen ihn.
Heute erinnert der nahe der Kirche gelegene Willweg an Johann Will, der vermutlich aufgrund eines Fehlschusses eines alkoholisierten amerikanischen Soldaten, der zu einer dokumentierten Handverletzung eines anderen Alliierten führte, hingerichtet wurde.

## Denkmalschutz
Im Volksmund redet man von der „Refrather Taufkirche“. Sie ist unter Nr. 32 in der Liste der Baudenkmäler in Bergisch Gladbach eingetragen.

## Ausstattung
- In Bordürenrahmen vor gemustertem Hintergrund stehen im Chorbereich paarweise einander zugeordnete Figuren von sieben Aposteln und dem Kirchenpatron Johannes der Täufer. Dargestellt sind Petrus und Paulus, der Apostel Johannes und Johannes der Täufer, Thomas und Philippus, Jakobus der Ältere und Matthias.
- Ein Kruzifix an einem mit 1577 bezeichneten Steckkreuz, das ursprünglich als Grabkreuz diente
- Neben dem Nordportal steht ein Memorienstein mit Ankerkreuz, durch Vergleiche mit anderen Memoriensteinen ist er in das 9. Jahrhundert datierbar. Hier steht er in Wiederverwendung.
- Zwei Heiligenfiguren aus Holz, ein heiliger Nikolaus und ein heiliger Johannes Evangelist.
- Kruzifix aus dem 18. Jh.